# LA Galaxy 2015
Questa voce raccoglie le informazioni riguardanti il LA Galaxy nelle competizioni ufficiali della stagione 2015.

## Organico

### Rosa 2015
Di seguito la rosa del Los Angeles Galaxy aggiornata al 26 marzo 2015.
| N. |                                 | Ruolo | Calciatore              |
| -- | ------------------------------- | ----- | ----------------------- |
| 1  | Giamaica (bandiera)             | P     | Donovan Ricketts        |
| 2  | Stati Uniti (bandiera)          | D     | Todd Dunivant           |
| 3  | Finlandia (bandiera)            | D     | Mika Väyrynen           |
| 4  | Stati Uniti (bandiera)          | D     | Omar Gonzalez           |
| 5  | Stati Uniti (bandiera)          | C     | José Villarreal         |
| 6  | Bosnia ed Erzegovina (bandiera) | C     | Adis Husidić            |
| 7  | Irlanda (bandiera)              | A     | Robbie Keane (capitano) |
| 8  | Inghilterra (bandiera)          | C     | Steven Gerrard          |
| 9  | Stati Uniti (bandiera)          | A     | Alan Gordon             |
| 10 | Messico (bandiera)              | A     | Giovani dos Santos      |
| 11 | Stati Uniti (bandiera)          | A     | Gyasi Zardes            |
| 12 | Stati Uniti (bandiera)          | P     | Brian Rowe              |
| 14 | Stati Uniti (bandiera)          | C     | Robbie Rogers           |
| 15 | Spagna (bandiera)               | A     | Ignacio Maganto         |
| 16 | Stati Uniti (bandiera)          | A     | Edson Buddle            |

| N. |                        | Ruolo | Calciatore           |
| -- | ---------------------- | ----- | -------------------- |
| 17 | Stati Uniti (bandiera) | C     | Sebastian Lletget    |
| 19 | Brasile (bandiera)     | C     | Juninho              |
| 20 | Guam (bandiera)        | C     | A.J. DeLaGarza       |
| 21 | Stati Uniti (bandiera) | D     | Tommy Meyer          |
| 22 | Brasile (bandiera)     | D     | Leonardo             |
| 24 | Stati Uniti (bandiera) | P     | Brian Perk           |
| 25 | Stati Uniti (bandiera) | D     | Rafael Garcia        |
| 27 | Stati Uniti (bandiera) | D     | Dave Romney          |
| 31 | Stati Uniti (bandiera) | A     | Andrew Wolverton     |
| 32 | Stati Uniti (bandiera) | A     | Jack McBean          |
| 33 | Stati Uniti (bandiera) | D     | Dan Gargan           |
| 34 | Stati Uniti (bandiera) | C     | Kenney Walker        |
| 36 | Stati Uniti (bandiera) | D     | Oscar Sorto          |
| 38 | Stati Uniti (bandiera) | A     | Bradford Jamieson IV |
| 40 | Messico (bandiera)     | C     | Raúl Mendiola        |